# Море от любов
„Море от любов“ (на испански: Mar de amor) е мексиканска теленовела от 2009 г., създадена от Делия Фиайо, режисирана от Ерик Моралес и продуцирана от Натали Лартио за Телевиса. Адаптация е на венецуелската теленовела María del Mar от 1978 г., създадена по оригиналната история от Делия Фиайо.
В главните роли са Сурия Вега и Марио Симаро, а в отрицателните - Нинел Конде, Мариана Сеоане и Мануел Ландета.

## Сюжет
За Естрея Марина, животът е като море, пълен с опасности, но също така тя се бори за да успее. Мечтите ѝ и любовта я съхраняват срещу всеки прилив, който иска да я сломи. Момичето е отгледано от своите кръстници, добро и бедно семейство, изхранващо се с риболов. Естрея Марина е плод не на любовта, а на изнасилване, извършено от Гилермо, богат човек, който по-късно е измъчван от угризения от стореното. При раждането ѝ, майка ѝ, Касилда полудява. Оттогава, лудата Касилда броди сред хората безцелно.
Естрея Марина има една голяма страст, а именно да учи. Тя се учи да чете, и чрез книгите, опознава и любовта. Чистата любов, която в реалността отдава на писателя Виктор Мануел Галиндес...
Известният писател е живял в продължение на години на различни места, пишейки едно от многобройните си приключения като моряк... но един ден, съдбата и гибелта пресичат пътя му, когато се запознава със странна жена, която покорява сърцето му от първия момент, бурна връзка, която отприщва невероятна страст между Виктор Мануел и Корал, която не знае нищо повече за него, освен името му. Въпреки това, тази връзка приключва, когато морякът научава, че Корал умира при трагичен инцидент.
Отчаян и чувствайки вина за смъртта на Корал, Виктор Мануел се връща в Плая Ескондида, селото, в което е израснал. Потопен в алкохол и опитвайки се да забрави своята скръб, Виктор Мануел не си представя, че ще срещне звездата, която ще възстанови блясъка в живота му.
Естрея Марина разпознава своя любим писател. Вълнувайки се, тя решава да помогне на Виктор Мануел. Така звездата на живота му се настанява в неговото сърце. Постепенно между двамата започват да се зараждат чувства.
Проблемите на Естрея започват да се появяват, когато Леон Пара-Ибаниес, властен и безскрупулен човек, иска да построи хотелски комплекс в селото, а за да осъществи плановете си, той трябва да изгони всичики рибари, както и да купи имотите от Виктор Мануел. Леон има две дъщери – Ориана и Еленита. Двете девойки са много различни – Ориана е своенравна, егоистка и изпълнена с ненавист, а Еленита е мило и благородно момиче. Тъй като Ориана е завършила инженерство, проектът за комплекса е възложен на нея. За да се изпълни покупката на земите на писателя, Ориана решава да го съблазни, но опитите ѝ се оказват неуспешни.
В една тъмна нощ, лудата Касилда се завръща в селцето. Жената е изпълнена с омраза и отмъщение към тези, които са я наранили в миналото. Но изведнъж, Касилда навлиза в морето, правейки опит за самоубийство, но е спасена. Естрея Марина работи като камериерка при Леон, и решава да помогне на майка си като я излекува.
След известно време, от морето излиза жена, сякаш от дълбините му. Тази жена се оказва Корал, която всъщност не е мъртва, но е изгубила паметта си. Виждайки я, Виктор Мануел забравя за любовта, която изпитва към Естрея Марина.
Естрея Марина, изпълнена с болка, причинена от своя любим, отвежда майка си в столицата, за да бъде лекувана в психиатрия. В болничното заведение момичето се запознава с психиатъра Ернан Ирасабал, който се влюбва в нея. Ернан лекува Касилда, като в същото време оказва подкрепа на Естрея, която постепенно започва да се привързва към него. Постепенно, Касилда е излекувана и се превръща в красива жена, с ясни цели в живота. Но в същото време, макар и разделени, чувствата между Естрея Марина и Виктор Мануел се задълбочават.
След известно време, Корал си възвръща паметта и осъзнава, че обича Виктор Мануел. Тя прави всичко възможно, за да го отдалечи от Естрея. Само истинската любов между Виктор Мануел и Естрея Марина може да устои на интригите на Корал, отмъщението на Леон и ревността на Ернан. Двамата ще трябва да се борят срещу съдбата, така че да могат да останат заедно, защото любовта е като морето – щедра, благородна и много дълбока.

## Актьори
Част от актьорския състав:
- Сурия Вега – Естрея Марина Брисеньо
- Марио Симаро – Виктор Мануел Галиндес Гарабан
- Нинел Конде – Корал Михарес / Каталина Мохарас Де Галиндес
- Мануел Ландета – Леон Пара-Ибаниес
- Мариана Сеоане – Ориана Пара-Ибаниес Брисеньо
- Ерика Буенфил – Касилда
- Хуан Ферара – Гилермо Брисеньо
- Мария Сорте – Аурора де Руис
- Марсело Кордоба – Ернан Ирасабал
- Ракел Олмедо – Лус Гарабан
- Норма Ерера – Виолета
- Игнасио Лопес Тарсо – Мохарас
- Серхио Рейносо – Антонио Руис
- Артуро Кармона – Сантос Ниевес
- Виктория Диас – Мерседес Алкала
- Кета Лават – Алфонсина Сапата

## Премиера
Премиерата на Море от любов е на 16 ноември 2009 г. по Canal de las Estrellas. Последният 165. епизод е излъчен на 2 юли 2010 г.

## Адаптации
- Море от любов е адаптация на венецуелската теленовела María del Mar от 1978 г. продуцирана за Venevisión. С участието на Чело Родригес и Арналдо Андре.

## Награди и номинации
Награди TVyNovelas (2011)
| Категория                | Номиниран(а) | Резултат   |
| ------------------------ | ------------ | ---------- |
| Най-добра първа актриса  | Мария Сорте  | Номинирана |
| Най-добър пръв актьор    | Хуан Ферара  | Номиниран  |
| Най-добра млада актриса  | Рената Нотни | Номинирана |
| Най-добра музикална тема | Фани Лу      | Номинирана |